# Josef Bischoff (Offizier)

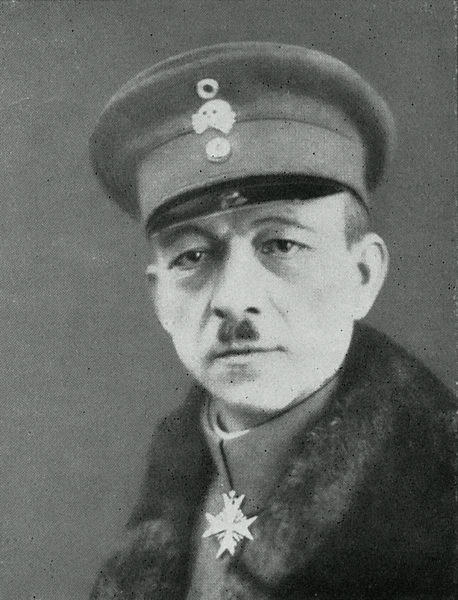
Major Josef Bischoff

Josef Bischoff (* 14. Juli 1872 in Langenbrück; † 12. Dezember 1948 in Berlin-Charlottenburg) war ein deutscher Offizier und Freikorpsführer.

## Leben
Bischoff war Student an der  Schlesischen Friedrich-Wilhelms-Universität in Breslau und wurde am 27. September als Dritter seiner Familie im Corps Lusatia Breslau aktiv. Am 26. März 1891 recipiert, wurde er am 15. Januar 1892 ohne  Band entlassen, denn er beendete sein Studium und trat am 19. Januar 1892 als Dreijährig-Freiwilliger in das Infanterie-Regiment „Keith“ (1. Oberschlesisches) Nr. 22 in Gleiwitz ein. Dort wurde er am 18. August 1892 zum Portepeefähnrich ernannt und am 16. März 1893 zum Sekondeleutnant befördert. Am 22. Dezember 1893 erhielt er das Lausitzerband zurück.

### Offizier der Schutztruppe
Bischoff ließ sich vom 1. Oktober 1897 bis Anfang März 1898 beurlauben, um das Seminar für Orientalische Sprachen in Berlin zu besuchen. Anschließend trat er zur Schutztruppe für Deutsch-Ostafrika über. Ungeachtet dessen, dass innerhalb der strukturellen Gewaltausübung der Kolonialherrschaft kaum scharf zwischen Krieg und Frieden unterschieden werden kann, war Bischoff in Ostafrika an gesonderten militärischen Strafexpeditionen gegen einzelne Dörfer beteiligt.
Er kehrte im Juni 1901 nach Deutschland zurück und versah seinen Dienst im 1. Unter-Elsässischen Infanterie-Regiment Nr. 132.
Nachdem sich im Januar 1904 in Deutsch-Südwestafrika die Herero gegen die deutschen Kolonialherren erhoben hatten, trat Bischoff als Oberleutnant am 22. März 1904 erneut in den Kolonialdienst über und trat wieder den Dienst bei der Schutztruppe in Südwestafrika an. Während der Niederschlagung des Aufstandes der Herero und Nama nahm er am 11. August 1904 als Adjutant von Major Hermann von der Heyde an der Schlacht am Waterberg und an der Verfolgung der Herero in die Steppe der Omaheke teil. Am 15. August 1904 wurde er bei Omatupa verwundet. Beim Kampf gegen die Nama war Bischoff 1906 im Bezirk Nordbethanien–Berseba eingesetzt. Für seinen Einsatz in der Schutztruppe wurde Bischoff 1908 mit dem Roten Adlerorden IV. Klasse mit Schwertern und dem Kronenorden IV. Klasse mit Schwertern ausgezeichnet. Zum 31. Januar 1909 schied er wieder aus der Schutztruppe für Deutsch-Südwestafrika aus.
Er wurde zum 1. Februar 1909 wieder in die Armee eingestellt und als Kompaniechef im 4. Badischen Infanterie-Regiment „Prinz Wilhelm“ Nr. 112 verwendet. In gleicher Funktion war Bischoff ab 1911 im Infanterie-Regiment „Hessen-Homburg“ Nr. 166 tätig, in dem er mit seiner Beförderung zum Major am 1. Oktober 1913 in den Regimentsstab in Bitsch aufrückte.

### Erster Weltkrieg

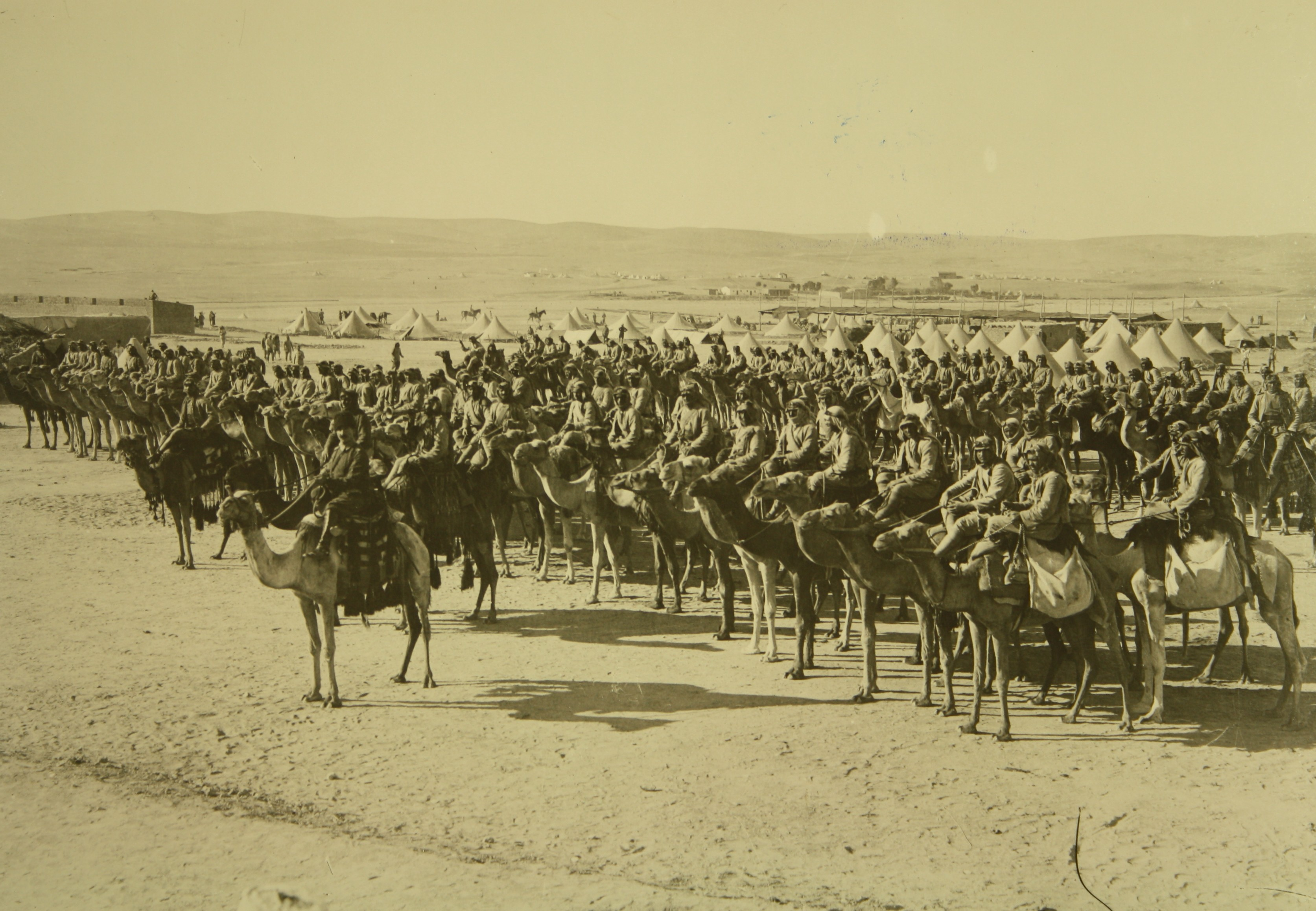
Kamelreiter im Sinai

Mit Ausbruch des Ersten Weltkriegs ernannte man ihn zum Kommandeur eines Bataillons im Reserve-Infanterie-Regiment Nr. 60, mit dem er die Kämpfe in den Vogesen mitmachte. Im März 1916 wurde Bischoff Regimentskommandeur des 1. Türkischen Kamelreiter-Regiments, das in Syrien und auf der Sinai-Halbinsel gegen die Araber kämpfte. Zu den Türken und zu Atatürk hielt Bischoff auch nach dem Krieg Kontakt.
Ende Oktober 1916 nach Deutschland zurückgekehrt, wurde er kurzzeitig dem Ersatz-Bataillon des Reserve-Infanterie-Regiments Nr. 60 zugeteilt und am 2. Januar 1917 zum Kommandeur des neuaufgestellten Infanterie-Regiments Nr. 461 ernannt. Zunächst nahm er an den Kämpfen an der Ostfront in Galizien und am Sereth teil. Nach dem Waffenstillstand im Februar 1918 an die Westfront verlegt, kam Bischoff mit seinen Truppen bis Mai in den Argonnen zum Einsatz. Für seine Leistungen während der Abwehrkämpfe wurde Bischoff am 30. Juni 1918 der Orden Pour le Mérite verliehen, nachdem er vorher bereits mit beiden Klassen des Eisernen Kreuzes ausgezeichnet worden war.

### Freikorpsführer
Als das Deutsche Heer nach dem Waffenstillstand von Compiègne und der Novemberrevolution aufgelöst wurde, betraute die Oberste Heeresleitung Bischoff, als Nachfolger des Obersten Friedrich Kumme, mit dem Kommando eines aus den Resten der 8. Armee und Freiwilligen entstandenen Freikorps. Es hieß erst Eiserne Brigade, dann Eiserne Division und wurde im Baltikum eingesetzt. Dabei handelte es sich um das vielleicht bekannteste der deutschen Freikorps, die trotz der Kriegsniederlage den deutschen Einfluss im Baltikum erhalten wollten. Das Freikorps, zu welchem sich auch verhältnismäßig viele Kriminelle freiwillig gemeldet hatten, litt unter Problemen der Disziplin, gegen die Bischoff mit Härte vorging. Plünderer und Marodeure wurden nach abgekürztem und deshalb oft willkürlichem Feldgerichtsverfahren exekutiert, was allerdings Willkür herausforderte. Der Historiker Bernhard Sauer verglich die Freikorps im Baltikum mit „den Landsknechthaufen des Dreißigjährigen Krieges“.
Nach der Rückführung der Eisernen Division nach Ostpreußen im Dezember 1919 wurde die strafrechtliche Verfolgung Bischoffs und anderer Freikorpsführer am 17. Dezember 1919 durch die Reichsregierung aufgehoben. Die Angehörigen der Eisernen Division wurden vorwiegend in Ostpreußen und Pommern auf Gütern von Großgrundbesitzern als Landarbeitergemeinschaften untergebracht. Unter der Leitung eines Leutnant von Borries betrieb die „Eiserne Division“ außerdem ein Büro in Berlin. Über Borries unterhielt Bischoff Kontakte zu Hauptmann Waldemar Pabst und der Nationalen Vereinigung sowie zu Hermann Ehrhardt. Auf Vermittlung Borries’ wurde zudem eine Reihe von Baltendeutschen in die Marine-Brigade Ehrhardt aufgenommen. Borries, der in Bischoffs Auftrag und nach dessen Weisungen handelte, wurde deshalb auch als ein heimlicher Drahtzieher des Kapp-Putsches angesehen. Nach Beginn des Kapp-Putsches veröffentlichte Bischoff in der Ostpreußischen Zeitung (DNVP) einen Aufruf zur Wiederaufstellung der „Eisernen Division“. Die letzten Tage des Putsches verbrachte er offenbar im Hauptquartier des Regimentes Roßbach.
Da Bischoff der Teilnahme am Kapp-Putsch bezichtigt wurde, musste er Deutschland meiden. Deshalb lebte er ab 1920 lange Jahre in Baden bei Wien. 1933/34 von Engelbert Dollfuß aus dem Ständestaat ausgewiesen, zog er nach Berlin-Charlottenburg.
Bischoff erhielt am 27. August 1939, dem sogenannten Tannenbergtag, den Charakter als Oberstleutnant. Er starb mit 76 Jahren.

## Schriften
- Die letzte Front. Geschichte der Eisernen Division im Baltikum 1919. Buch- und Tiefdruck Gesellschaft, Berlin 1934.